# Liza with a Z
Pour plus de détails, voir Fiche technique et Distribution.
Liza with a Z est un film de concert enregistré pour la télévision en 1972 mettant en vedette Liza Minnelli.

## Fiche technique
- Titre : Liza with a Z
- Autre titre : Liza with a "Z": A Concert for Television
- Réalisation : Bob Fosse
- Scénario : Fred Ebb
- Photographie : Owen Roizman
- Montage : Alan Heim
- Production : Fred Ebb, Bob Fosse et Anu Krishnan
- Société de production : Singer, The Bob Fosse Fred Ebb Production et A Flora
- Pays :  États-Unis
- Genre : Film de concert
- Durée : 55 minutes
- Dates de sortie : 
  -  États-Unis : 10 septembre 1972

## Historique

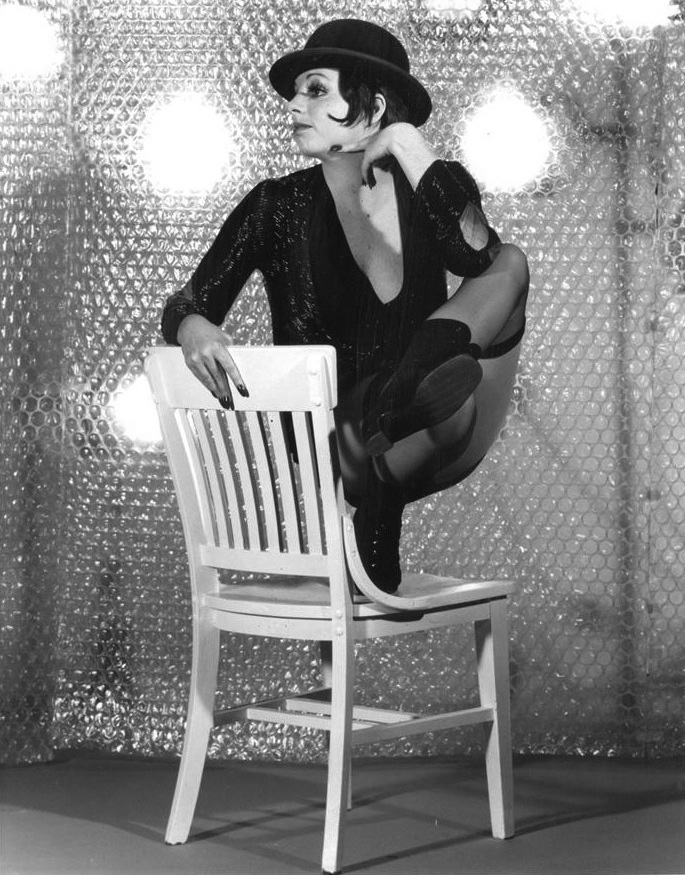
Liza Minnelli reprenant Cabaret.

Le film fut produit par Fred Ebb et Bob Fosse. Bien que producteur, Fosse fut également metteur en scène et chorégraphe du concert, et Ebb écrivit et arrangea la musique avec son coauteur John Kander. Chacun d'eux avait déjà travaillé sur l'adaptation cinématographique du film Cabaret plus tôt dans l'année. Selon Liza Minnelli, c'était « le premier concert filmé pour la télévision ». Singer sponsorisa la production, toutefois les producteurs faisaient de leur mieux pour empêcher tout sponsor de voir les répétitions de crainte qu'ils se retirent en raison des jupes courtes de Liza Minnelli.
Filmé le 31 mai au Lyceum Theatre de New York,, après seulement huit semaines de répétitions, le concert a été tourné avec huit caméras 16 mm, sur l'insistance de Fosse, à la différence d'autres émissions spéciales de télévision de l'époque qui étaient enregistrées sur cassette vidéo.
Tout au long du concert, Liza Minnelli chante et danse sur des chansons populaires et des standards, la musique de Cabaret et des chansons spécialement écrites pour elle par Kander et Ebb — plus particulièrement la chanson-titre. Liza Minnelli est accompagnée sur scène, sur plusieurs de ses chansons, de danseurs et choristes, et — trois instruments différents - deux guitaristes, un claviériste et un batteur. Les costumes ont été conçus par Roy Halston Frowick, qui était également un ami de Liza Minnelli. Marvin Hamlisch a été choisi par Kander et Ebb pour être le coordinateur musical.
Le film a été tout d'abord diffusé sur NBC le 10 septembre 1972. Kay Gardella du New York Daily News mit dans sa critique que le film était « sensational with an 'S' »(sensationnel avec un S) et il a remporté quatre Emmy Awards et un Peabody Award. Toutefois, après la diffusion initiale, NBC ne reprogramma le concert que deux fois et ne l'a plus diffusé après 1973,. Le film n'a pas été vu durant plus de trente ans et on le pensait perdu jusqu'à ce qu'en 1999 Michael Chris découvrit que Liza Minnelli possédait les droits d'auteur, et ensemble ils se mirent à restaurer les négatifs.

## Titres
1. Yes
2. God Bless the Child
3. Say Liza (Liza with a "Z")
4. It Was a Good Time
5. I Gotcha
6. Son of a Preacher Man
7. Ring Them Bells
8. Bye Bye Blackbird
9. You've Let Yourself Go
10. My Mammy
11. Cabaret Medley

## Remastérisation et sortie DVD
Après les premières émissions de 1972 et 1973, les négatifs sont entreposés dans la chambre forte de NBC, rarement sortis et seulement pour l'usage personnel de Liza Minnelli. Dans les années 1980, les négatifs originaux furent perdus et on craignit leur destruction. Michael Arick et Liza Minnelli ont finalement retrouvé les négatifs originaux en 1999, à Los Angeles et New York. En 2005, Liza Minnelli révéla à Craig Zadan et Neil Meron, ses amis producteurs (qui avaient produit le film Chicago — une autre collaboration de Fosse et Kander & Ebb, qu'elle possédait les droits du film, et qu'elle l'avait retrouvé avec Arick. Ils lui ont présenté Robert Greenblatt, président du divertissement de Showtime, qui donna son accord pour financer la restauration, diffuser le film et sortir le DVD.
Le film remastérisé fut présenté à la fois au Festival international du film de Toronto et au Festival international du film des Hamptons en 2005 et fut présenté en avant-première le 9 septembre 2005 au Elgin and Winter Garden Theaters de Toronto. La première sur Showtime fut diffusée le 1er avril 2006. 
Outre un film restauré, le DVD propose aussi au spectateur l'option d'un son multicanal 5.1. Cela fut rendu possible grâce à un nouveau mixage créé à partir de bobines d'enregistrements sonores que Liza Minnelli avait personnellement archivées après le tournage original de 1972. Le DVD comporte également un commentaire enregistré par Liza Minnelli, son interprétation de Mein Herr (issue du film original), une interview avec Kander enregistrée par Liza Minnelli, un enregistrement de Liza Minnelli et des producteurs liés au projet de restauration parlant du film au Festival du Film de Toronto et une représentation distincte de Liza Minnelli aux GLAAD Awards en 2005.

## Distinctions
La production a remporté quatre Emmy Awards Meilleure réalisation pour une chorégraphie (Bob Fosse, chorégraphe), Meilleure musique, paroles et matériel spécial (Fred Ebb et John Kander, compositeurs), Meilleur metteur en scène de comédie, de musique ou de variété (Bob Fosse) et Meilleur programme de variétés de musique populaire (Bob Fosse et Fred Ebb, producteurs et Liza Minnelli en vedette). Il a été nommé pour trois autres Emmy Awards dans les catégories montage de film, composition musicale et écriture. Le film a également remporté en 1972 un Peabody Award et un prix de la Directors Guild of America. Ainsi Fosse remporta la même année un Oscar, un Tony Award et un Emmy Award.  À sa sortie, le DVD fut nommé en 2006 pour un Satellite Award dans la catégorie Meilleure édition DVD d'une émission de télévision.

## Bande-son
La bande originale du film a été enregistrée sur bande 1/4" et mixée sur une piste mono pour le film 16 mm. Un LP de la bande-son sortit en 1972 suivit le succès du film, faisant partie des meilleures ventes et étant certifié disque d'or. Au total, il est resté vingt-trois semaines dans les hit-parade du Top 40 et n'a jamais été en rupture de stock. Un CD audio fut mis en vente en même temps que la sortie DVD en 2006. La réédition se présentait en stéréo. Certaines éditions du DVD comprenaient en bonus le CD audio. Il est maintenant également disponible en téléchargement sur iTunes.

## Réédition

### Titres
Voici la liste des titres de la réédition de 2006. Il existe deux différences entre l'original de 1972 et la réédition — la première est que Son of a Preacher Man et Ring Them Bells sont dans l'ordre réel du show dans la réédition. Dans la version originale, ces deux chansons étaient inversées. La seconde différence est que l'original avait un douzième titre, intitulé Bows. Pour la réédition, ce titre fut mixé à la fin de la piste précédente.
1. Yes (Kander et Ebb) (3:15)
2. God Bless the Child (Herzog, Holiday) (3:07)
3. Say Liza (Liza with a "Z") (Kander et Ebb) (3:06)
4. It Was a Good Time (Curb, David, Jarre) (4:58)
5. I Gotcha (Tex) (3:44)
6. Son of a Preacher Man (Hurley, Wilkins) (3:25)
7. Ring Them Bells (Kander et Ebb) (5:41)
8. Bye Bye Blackbird (Dixon, Henderson) (3:57)
9. You've Let Yourself Go (Aznavour) (3:56)
10. My Mammy (Donaldson, Lewis, Young) (3:03)
11. Cabaret Medley (Kander et Ebb) (10:21)[10] (9:52, 1972 version)[11]
12. Bows (Gerschwin, Gershwin, Kahn) (0:30) (seulement dans la version de 1972)[11]